# Morita Holdings Corporation
Morita Holdings Corporation är ett börsnoterat japanskt verkstadsföretag, som tillverkar brandfordon, brandutrustning och sopbilar. Det hade i april 2021 1 796 anställda.
Shosaku Morita grundade 1907 "Fire Protection Association" som en enskild firma i Osaka i Japan för att tillverka brandsläckare och brandpumpar. Det blev aktiebolag 1912 under namnet Morita Seisakusho Ltd. Företaget noterades på Osakabörsen och Tokyobörsen 1973 respektive 1979.

## Morita Holdings i Norden
Morita Holdings köpte 2016 det finländska Bronto Skylift Oy Ab i Tammerfors, som tillverkar hävare för brand- och servicefordon.